# Unidentified: Inside America's UFO Investigation
Unidentified: Inside America's UFO Investigation (tạm dịch: Không xác định: Bên trong cuộc điều tra UFO của Mỹ) là một phim truyền hình trên kênh History Channel nhằm mục đích tiết lộ các chương trình bí mật điều tra vật thể bay không xác định (UFO) của chính phủ Mỹ. Phim có sự tham gia của cựu sĩ quan phản gián quân đội Luis Elizondo, Chương trình Nhận dạng Hiểm họa Hàng không Vũ trụ Tiên tiến thuộc Cơ quan Tình báo Quốc phòng, và Christopher Mellon, cựu Phó Trợ lý Bộ trưởng Quốc phòng đặc trách Tình báo. Elizondo cho biết mình đã từ chức sau khi thất vọng vì chính phủ không coi UFO là vấn đề nghiêm túc mà ông xem là mối đe dọa đến an ninh quốc gia.
Giám đốc điều hành Tom DeLonge (cựu guitar chính của ban nhạc rock Blink-182) từng tuyên bố rằng "[DeLonge] là người đáng tin cậy được quân đội lựa chọn hòng tiết lộ UFO". Tác giả cuốn sách bán chạy nhất về vụ vạch trần UFO là Leslie Kean cho rằng những phơi bày kiểu này thực sự là tiết lộ như vậy: "xác nhận rằng UFO là có thật; chúng tồn tại và được ghi nhận chính thức, trả lời câu hỏi mà nhiều người từng tranh luận và suy đoán trong suốt nhiều thập kỷ vừa qua".
Dù lúc đầu phim này được thông báo là một chương trình ngắn tập bản giới hạn, History đã bật mí mùa thứ hai vào tháng 9 năm 2019 sau khi những đoạn clip lấy từ Unidentified gây tiếng vang được Hải quân Mỹ xác nhận là cảnh quay chân thực về vật thể lạ trên không.

## Tập phim
| Mùa | Mùa | Số tập | Số tập | Phát sóng gốc       | Phát sóng gốc       |
| Mùa | Mùa | Số tập | Số tập | Phát sóng lần đầu   | Phát sóng lần cuối  |
| --- | --- | ------ | ------ | ------------------- | ------------------- |
|     | 1   | 6      | 6      | 31 tháng 5 năm 2019 | 5 tháng 7 năm 2019  |
|     | 2   | 8      | 8      | 11 tháng 7 năm 2020 | 22 tháng 8 năm 2020 |

### Mùa 1
| TT. tổng thể | TT. trong mùa phim | Tiêu đề                 | Ngày phát hành gốc  | Người xem tại Mỹ (triệu) |
| ------------ | ------------------ | ----------------------- | ------------------- | ------------------------ |
| 1            | 1                  | "The UFO Insiders"      | 31 tháng 5 năm 2019 | TBD                      |
| 2            | 2                  | "Raining UFO's"         | 7 tháng 6 năm 2019  | TBD                      |
| 3            | 3                  | "The Pattern Revealed"  | 14 tháng 6 năm 2019 | TBD                      |
| 4            | 4                  | "UFO Fleet"             | 21 tháng 6 năm 2019 | TBD                      |
| 5            | 5                  | "The Atomic Connection" | 28 tháng 6 năm 2019 | TBD                      |
| 6            | 6                  | "The Revelation"        | 5 tháng 7 năm 2019  | TBD                      |

### Mùa 2
| TT. tổng thể | TT. trong mùa phim | Tiêu đề                       | Ngày phát hành gốc  | Người xem tại Mỹ (triệu) |
| ------------ | ------------------ | ----------------------------- | ------------------- | ------------------------ |
| 7            | 1                  | "UFO's in Combat"             | 11 tháng 7 năm 2020 | TBD                      |
| 8            | 2                  | "The Triangle Mystery"        | 18 tháng 7 năm 2020 | TBD                      |
| 9            | 3                  | "UFO's vs. Nukes"             | 25 tháng 7 năm 2020 | TBD                      |
| 10           | 4                  | "Planetary Threat"            | 1 tháng 8 năm 2020  | TBD                      |
| 11           | 5                  | "Airline Encounters"          | 8 tháng 8 năm 2020  | TBD                      |
| 12           | 6                  | "The UFO Cover-up"            | 15 tháng 8 năm 2020 | TBD                      |
| 13           | 7                  | "Sightings Surge"             | 22 tháng 8 năm 2020 | TBD                      |
| 14           | 8                  | "Extraterrestrial Encounters" | 22 tháng 8 năm 2020 | TBD                      |

## Biến cố nổi bật
- Video UFO Lầu Năm Góc
- UFO hình tam giác đen (Mùa 2, Tập 2, 'The Triangle Mystery')
- Vụ cháy Canneto di Caronia (Mùa 1, Tập 6,  'The Revelation')